# 尚必武
尚必武（1979年—），安徽六安人，教育部长江学者特聘教授，上海交通大学特聘教授。

## 生平
2001年本科毕业于安徽师范大学英语专业，后于上海交通大学获硕士和博士学位。曾在华中师范大学做博士后研究。现任上海交通大学外国语学院特聘教授、博士生导师，外国语学院院长。

## 学术贡献
主要从事叙事学、文学伦理学批评、英美文学领域的研究工作。主持国家社科基金重大项目、教育部哲学社会科学研究后期资助项目重大项目等课题多项，发表论文100余篇，出版专著4部。入选教育部“长江学者奖励计划”青年学者，国家“万人计划”青年拔尖人才、美国国家人文中心Fellow、教育部“重大人才工程计划”特聘教授等。

## 社会兼职
国际文学伦理学批评研究会副会长，中国中外文艺理论学会叙事学分会副会长，中国外国文学学会教学研究分会副会长，《Frontiers of Narrative Studies》主编，《English Studies》副主编。

## 奖项和荣誉
- 2014年，获上海市第十二届哲学社会科学优秀成果一等奖[5]
- 2015年，获教育部第七届高等学校人文社科优秀科研成果三等奖[6]
- 2015年，当选美国国家人文中心Fellow[7]
- 2016年，获上海市第十三届哲学社会科学优秀成果二等奖[8]
- 2018年，当选欧洲科学院外籍院士
- 2024年，获教育部第九届高等学校人文社科优秀科研成果奖二等奖